# Museu Nacional de Belles Arts de Buenos Aires
El Museu Nacional de Belles Arts (MNBA) (Museo Nacional de Bellas Artes) és un museu d'art argentí a Buenos Aires, ubicat en el barri Recoleta. L'any 2004 el MNBA va inaugurar una nova seu a Neuquén.

## Història
El pintor i crític d'art argentí Eduardo Schiaffino fou el primer director del MNBA que va obrir el 25 de desembre de 1895 en un edifici al carrer de Florida que avui alberga un centre comercial. El 1909 el museu es va traslladar a un edifici a la plaça San Martín, el Pavelló argentí per l'Exposició Universal de París (1889) que més tard fou desmantellat i portat a Buenos Aires. En la seva nova casa el museu es convertí en part de l'Exposició Internacional del Centenari realitzada a Buenos Aires el 1910. Després de l'enderroc del Pavelló el 1932 com a part de la remodelació de la Plaça San Martín, el museu va ser transferit a la seva ubicació actual, un edifici construït el 1870 com a estació de bombament del drenatge i adaptat al seu ús actual per l'arquitecte Alejandro Bustillo.
El museu fou modernitzat durant l'etapa 1955-1964 del director Jorge Romero Brest. Un pavelló d'exposicions provisional va ser obert el 1961, i el museu va adquirir un gran volum d'art modern a través de la seva col·laboració amb el Institut Torcuato di Tella, artistes d'avantguarda. Un pavelló d'Art argentí Contemporani fou obert el 1980 amb una sala de 1.536 metres quadrats la més gran de les 34 actualment en ús al museu, que disposa de 4.610 metres quadrats d'espai d'exposició. La seva col·lecció permanent disposa de 688 obres, més de 12.000 croquis, fragments, terrisseries i altres treballs. La institució manté una biblioteca especialitzada, amb 150.000 volums, així com un auditori públic.
La planta baixa del museu disposa de 24 sales d'exposició que alberguen una col·lecció internacional de pintures de l'Edat Mitjana fins al segle xx, juntament amb la biblioteca d'història de l'art del museu. Les 8 sales d'exposició del primer pis contenen una col·lecció de pintures del segle XX de pintors argentins, incloent Antonio Berni, Ernesto de la Cárcova, Benito Quinquela Martín, Eduardo Sívori, Alfredo Guttero, Raquel Forner, Xul Solar i Lino Enea Spilimbergo. Les dues sales del segon pis realitzades el 1984, tenen una exposició de fotografies i d'escultura.

## Galeria

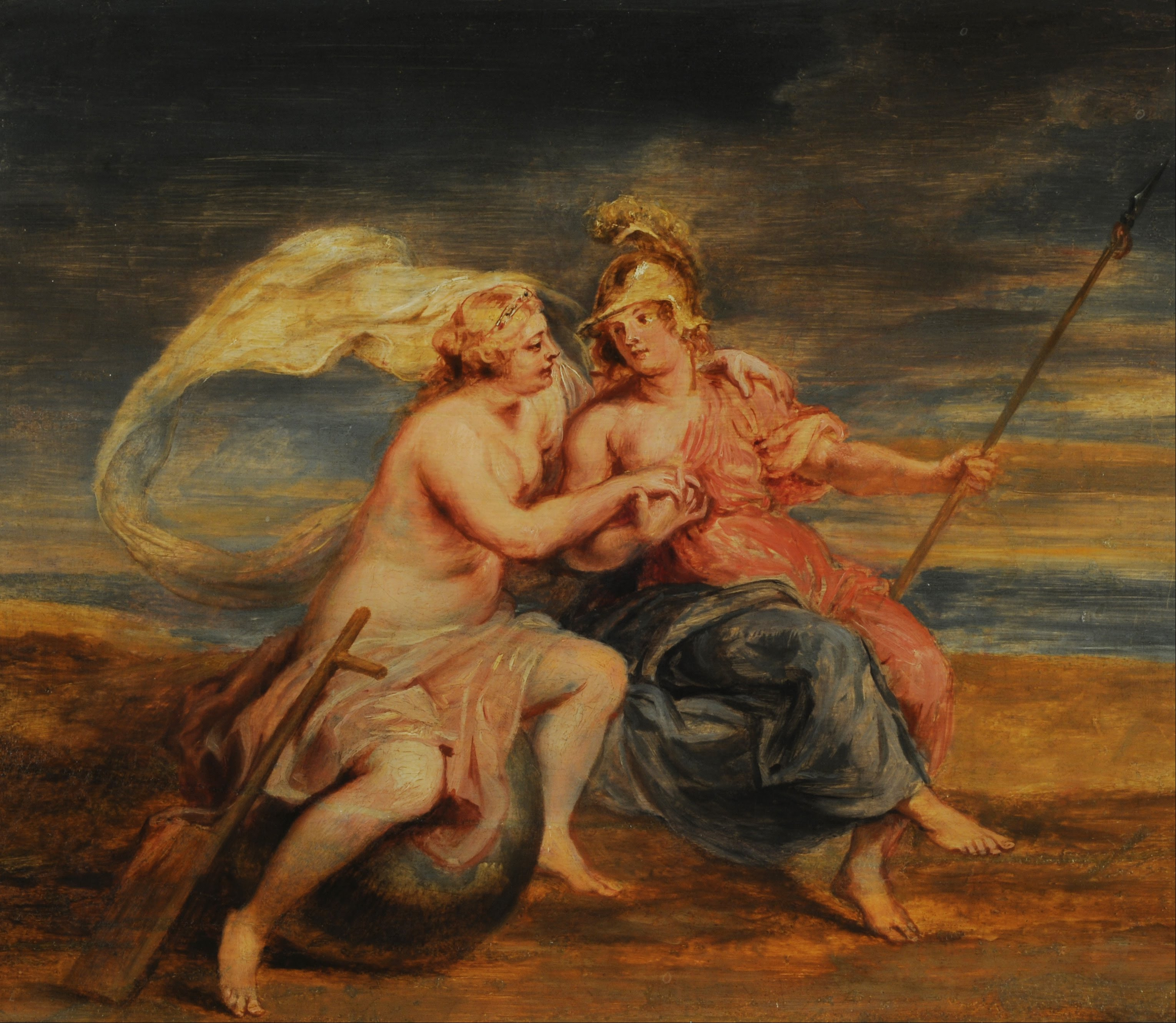
Barroc flamenc, Al·legoria de Fortuna i Virtut, Rubens, segle XVII
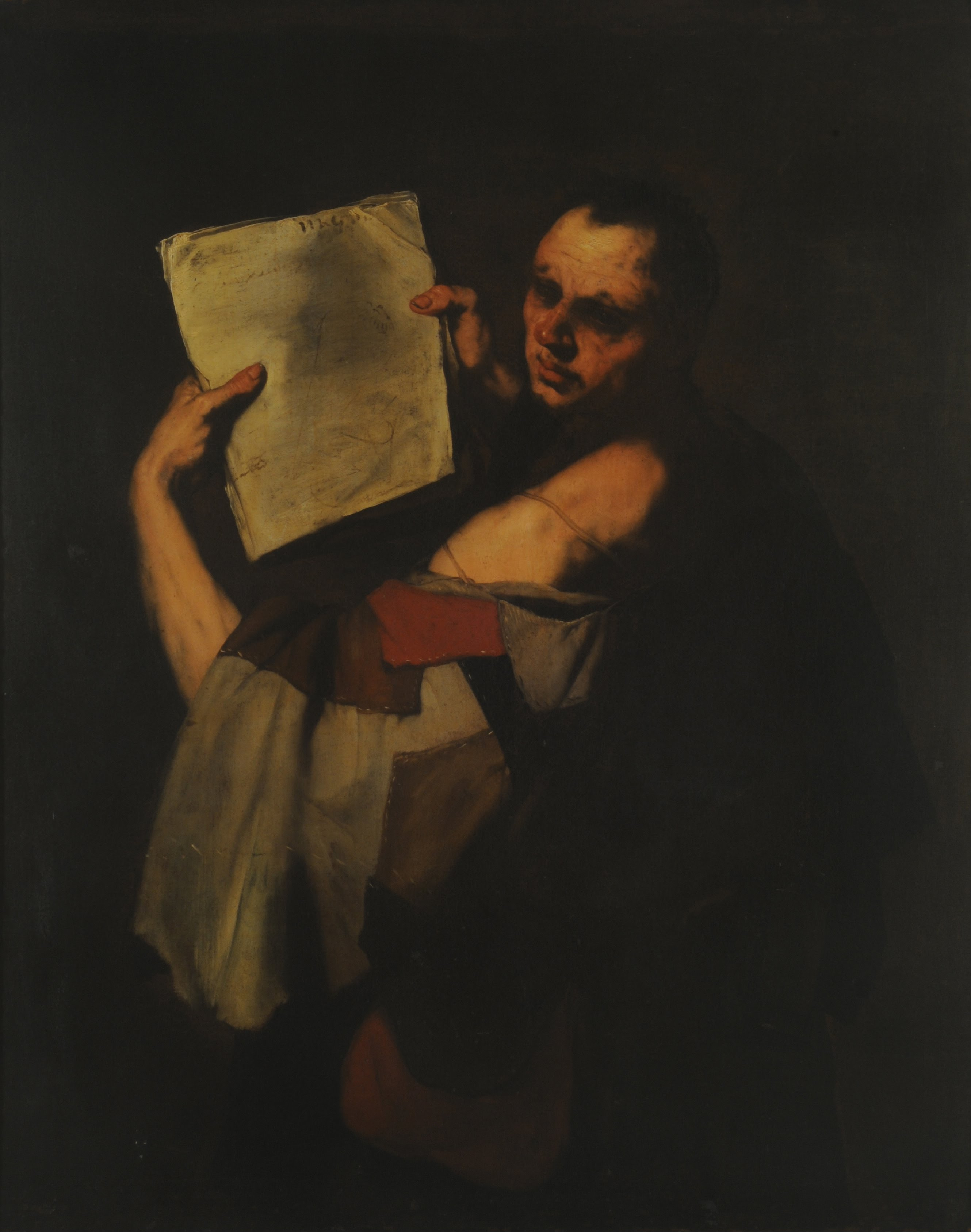
Barroc espanyol, Un astrònom, Ribera, 1617-1652
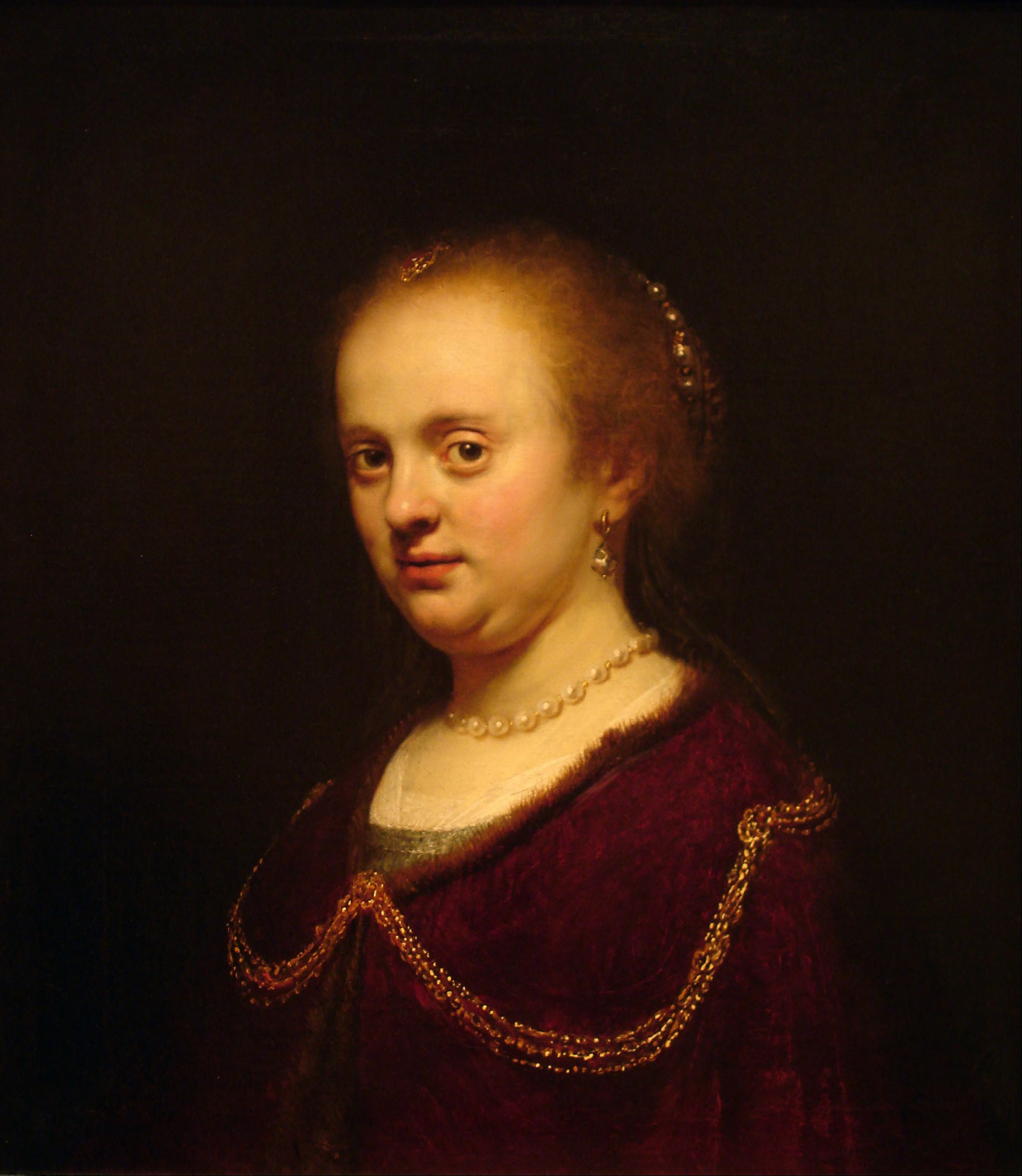
Barroc neerlandès, Retrat de dona jove, Rembrandt, 1634
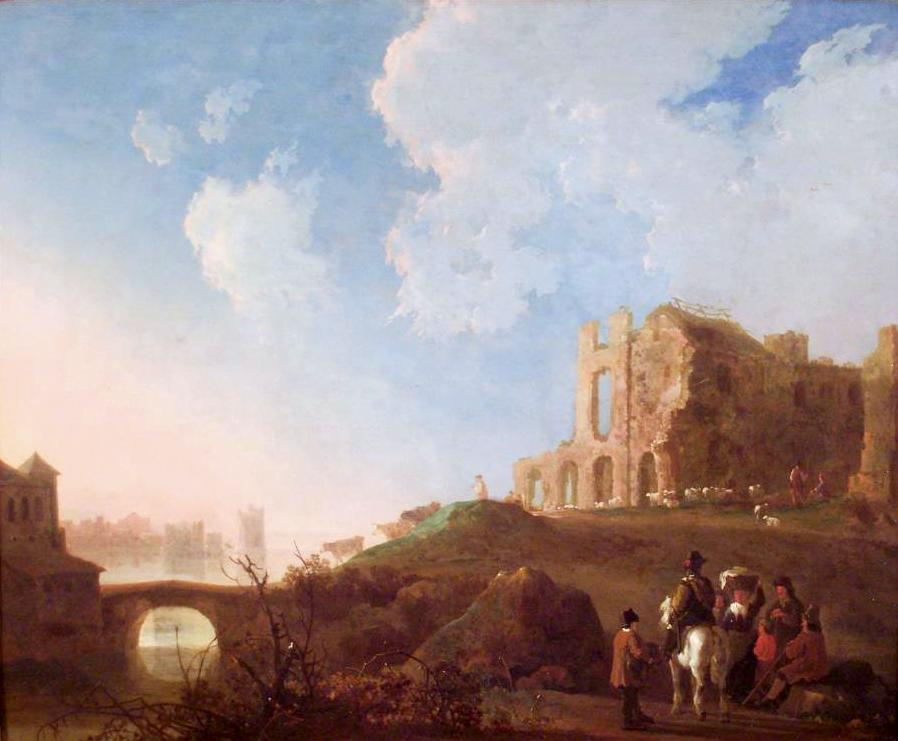
Barroc neerlandès, Paisatge amb les ruïnes de l'Abadia de Rijnsburg, Cuyp, 1645
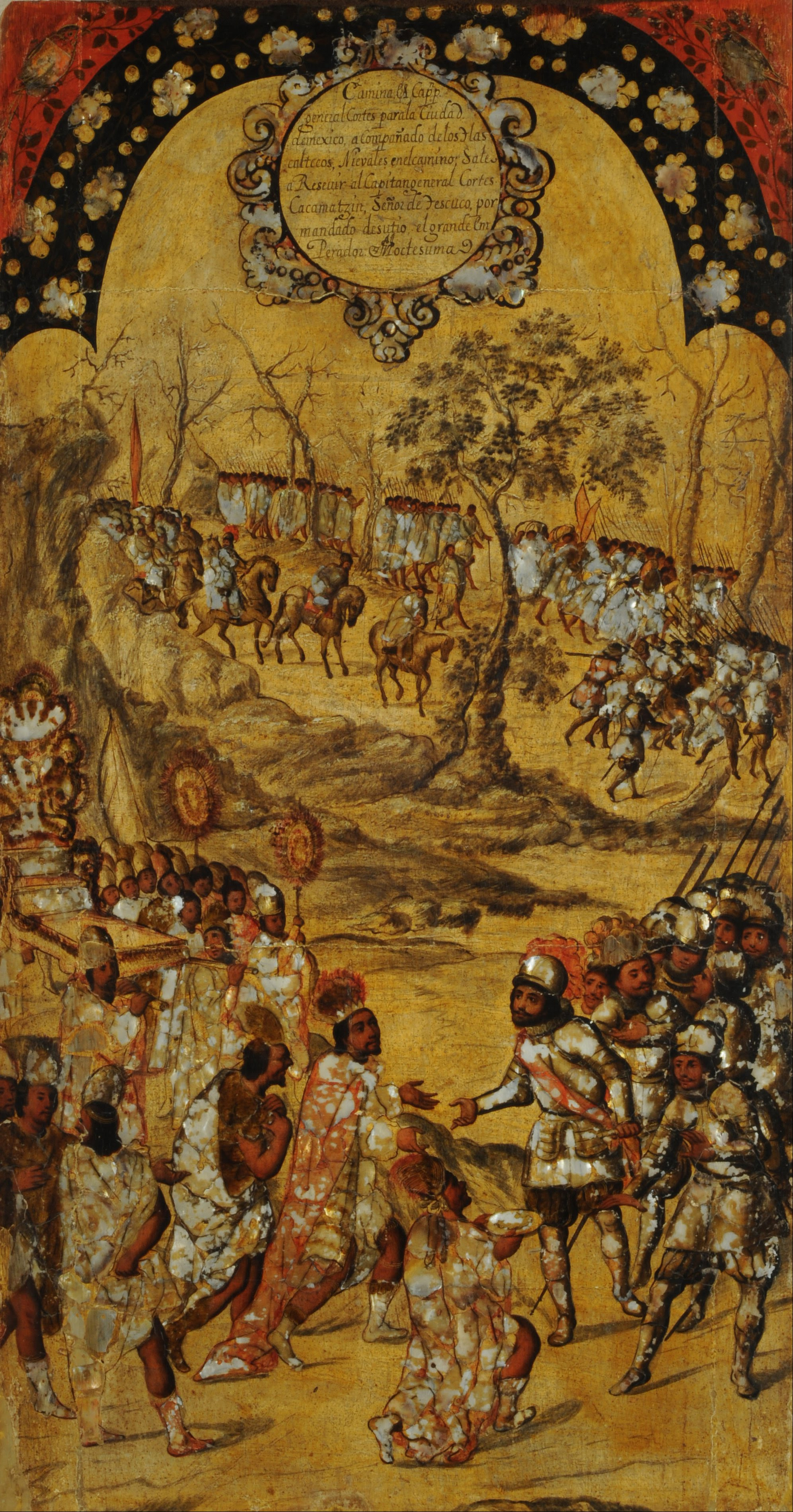
Barroc mexicà, La Conquesta de Mèxic. taula VIII, Gonzales, 1696/1715
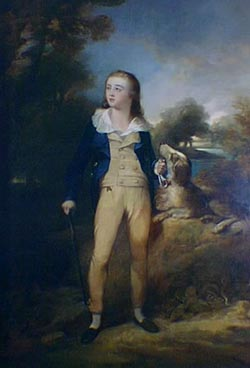
Art acadèmic escocès, Mestre Cathcart i gos, Raeburn, 1810
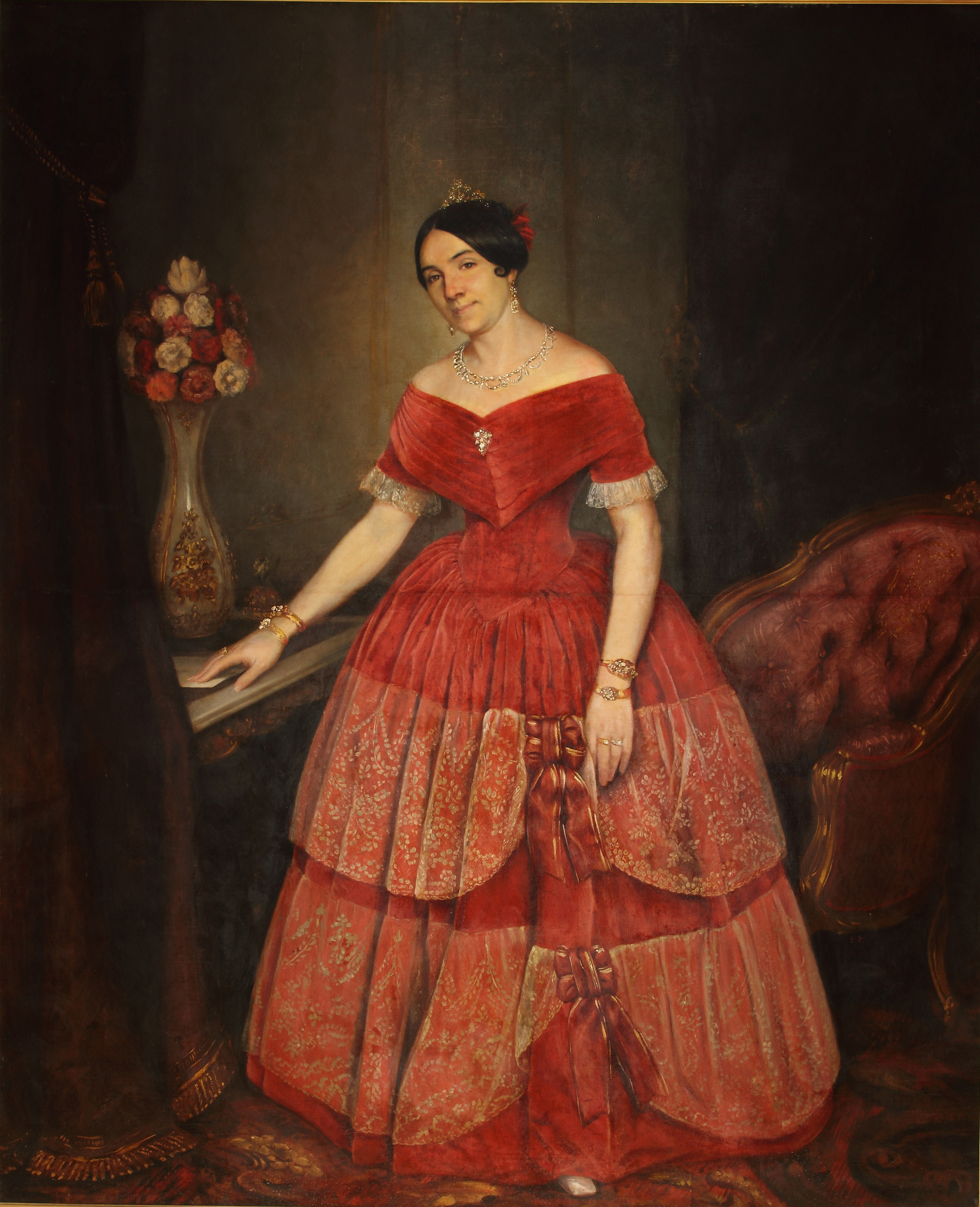
Naturalisme argentí, Retrat de Manuelita Rosas, Pueyrredón, 1851
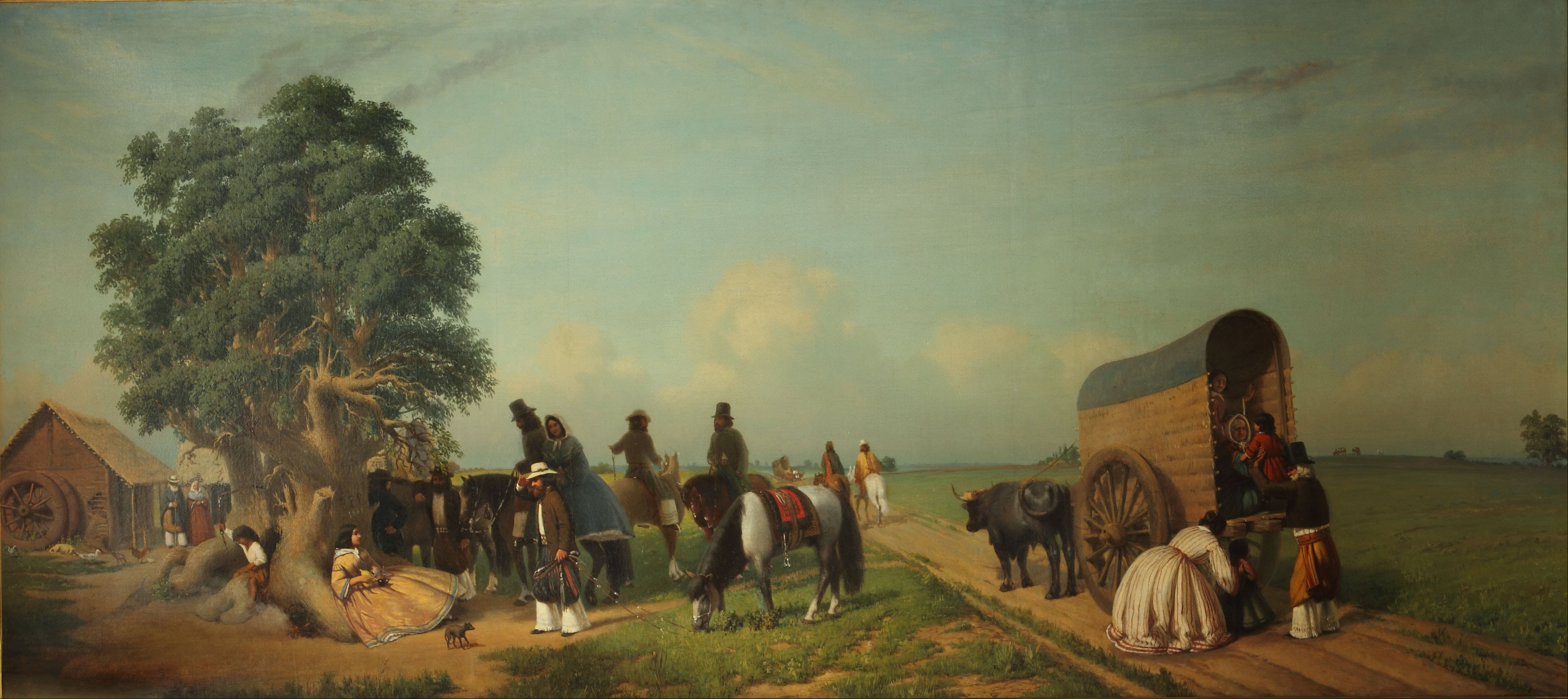
Naturalisme argentí, Una aturada en el camp, Pueyrredón, 1861
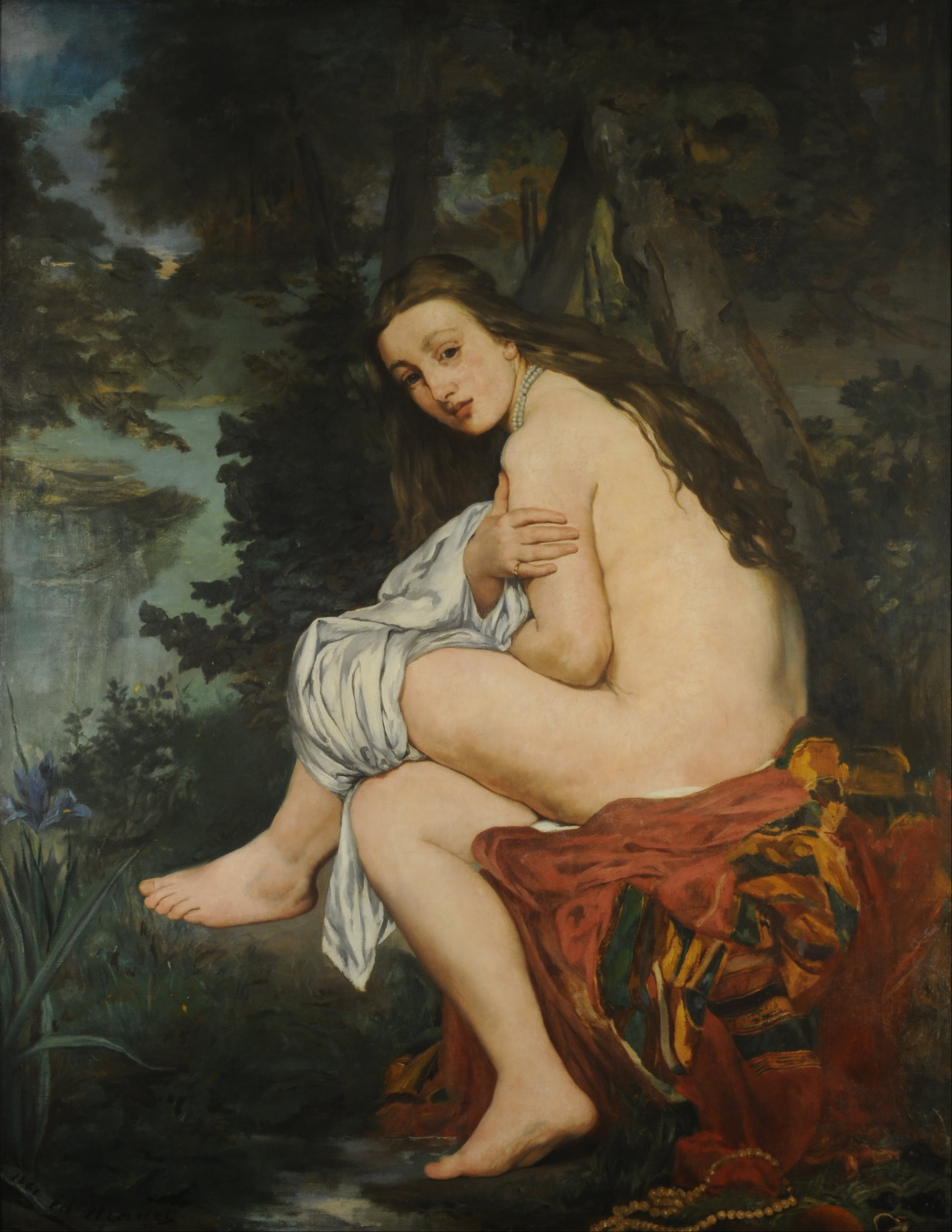
Naturalisme francès, La nimfa sorpresa, Manet, 1861
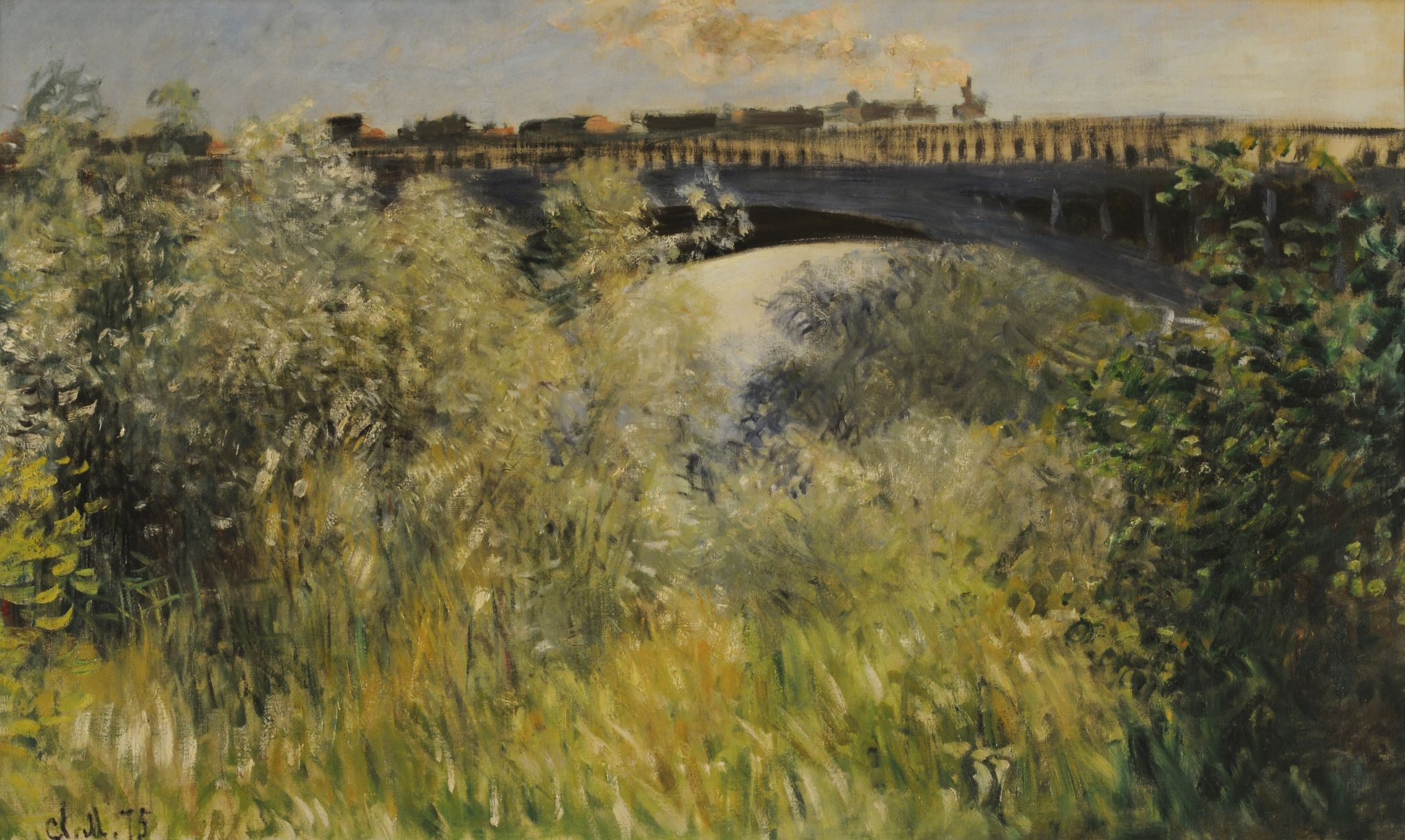
Impressionisme francès, El pont d'Argenteuil, Monet, 1875
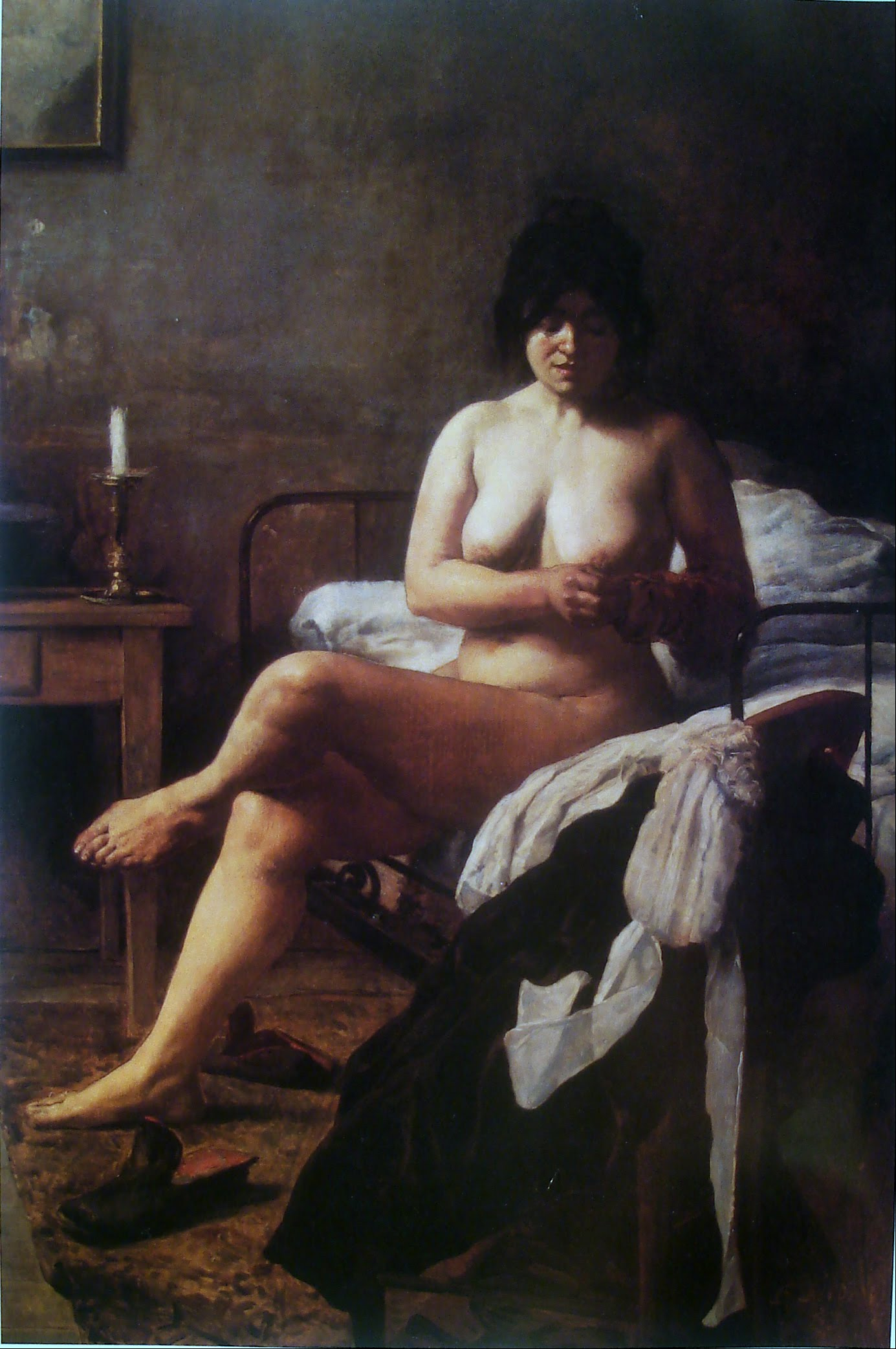
Naturalisme argentí, El despertar de la criada, Sívori, 1887
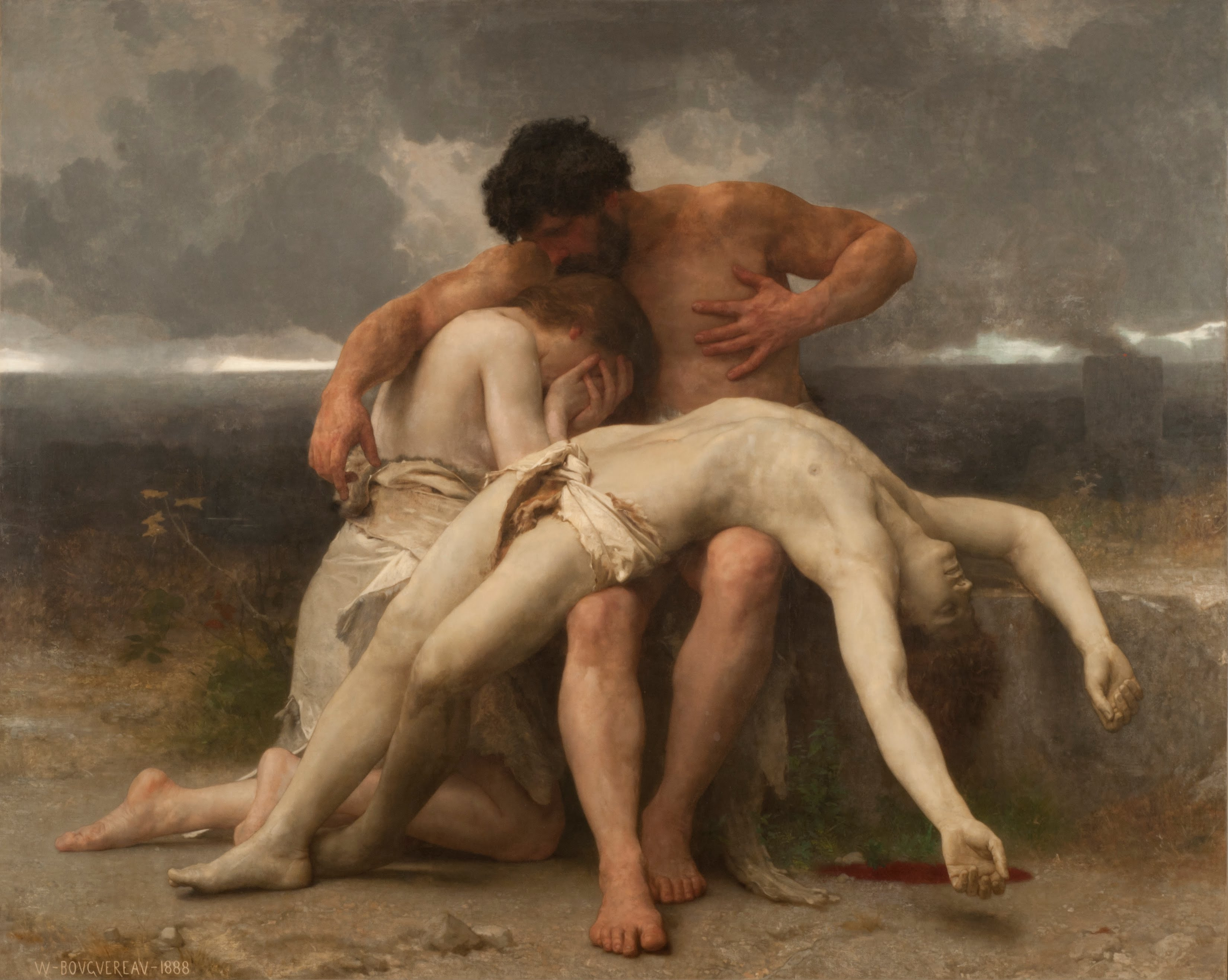
Art acadèmic francès, El primer duel, Bouguereau, 1888
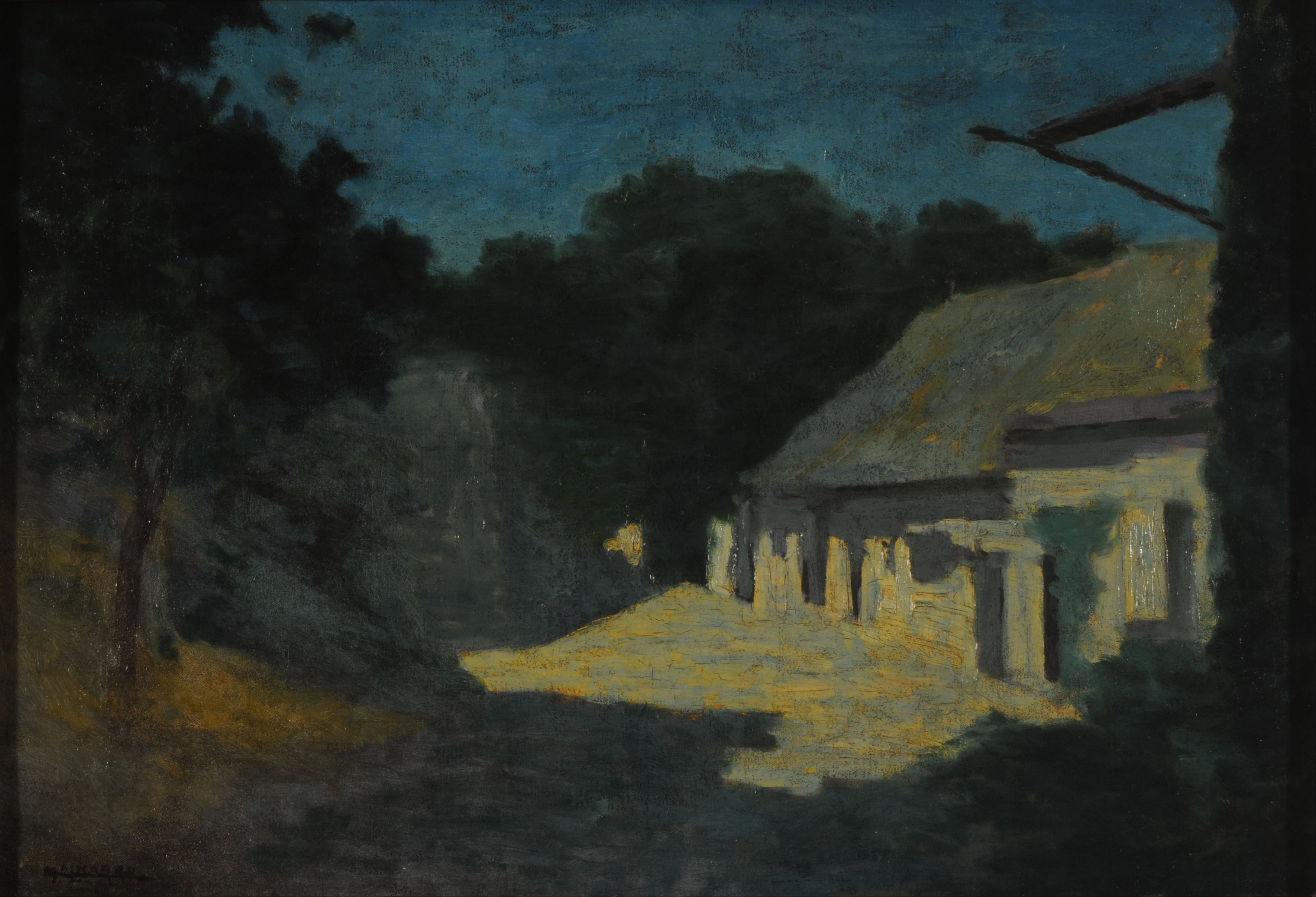
Simbolisme argentí, Nocturn, Malharro, 1910
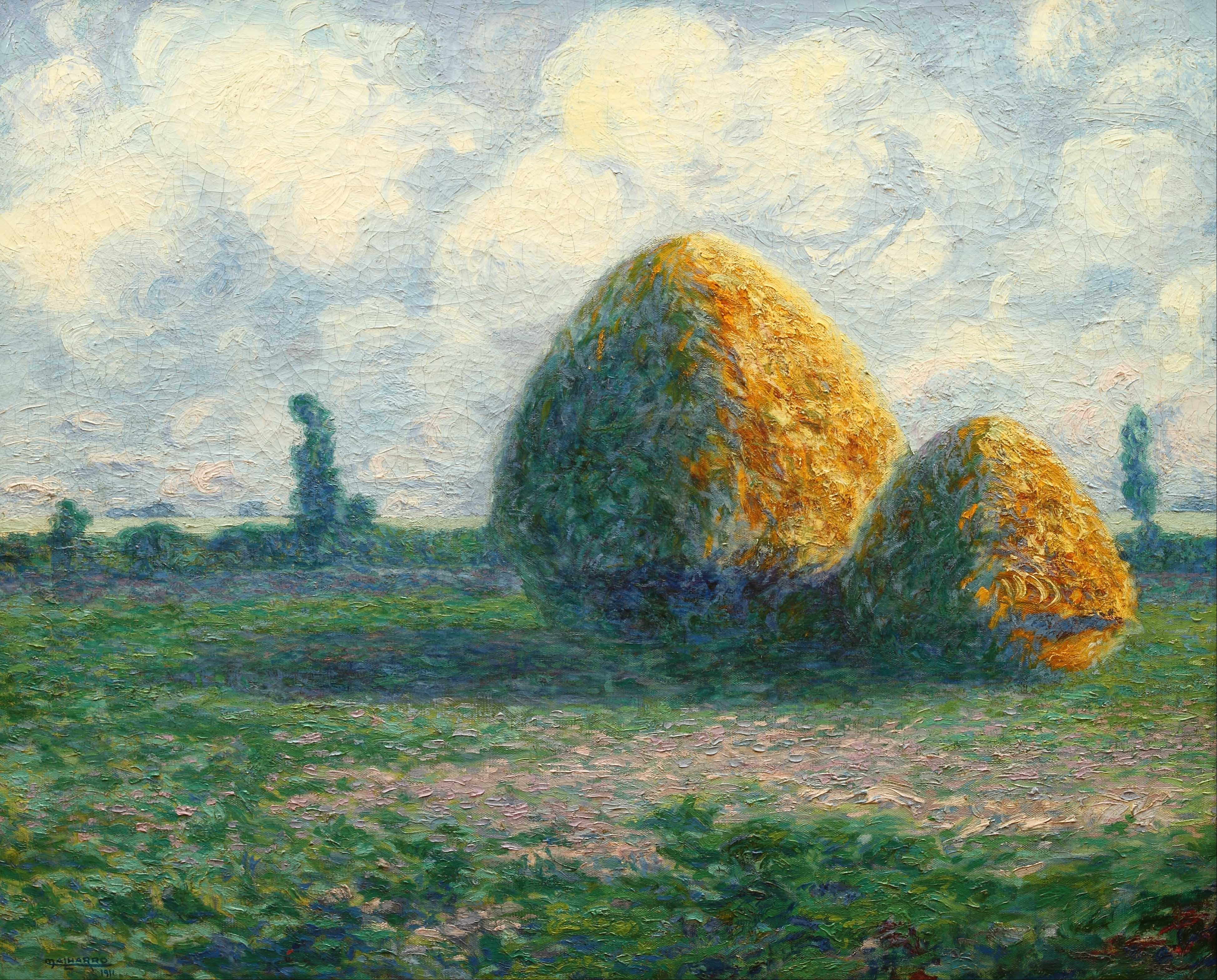
Impressionisme argentí, Els pallers (la pampa d'avui), Malharro, 1911
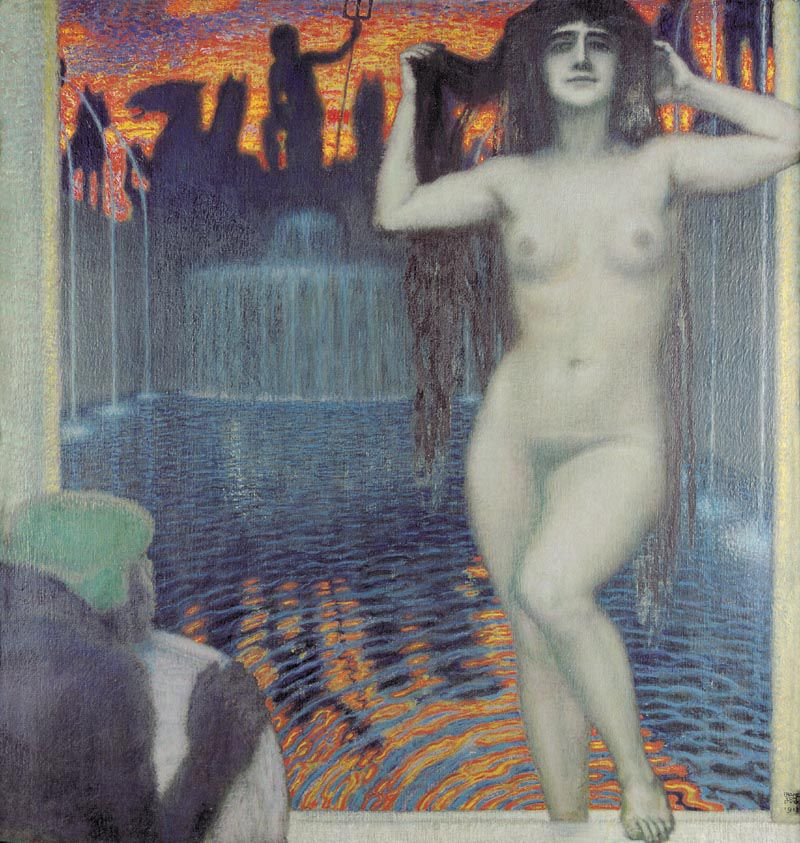
Simbolisme alemany, Batsheba, Stuck, 1912